# Samir Aboud
Samir Abdussalam Aboud (em árabe سمير عبد السلام عبود) (Trípoli, 29 de setembro de 1972), ou, simplesmente, Samir Aboud é um ex-futebolista líbio, que atuava como goleiro. Defendeu toda sua carreira  o Al-Ittihad.

## Carreira
Aboud representou o elenco da Seleção Líbia de Futebol no Campeonato Africano das Nações de 2012.
Samir é uma das maiores estrela do futebol de seu país. Samir é o futebolista líbio que mais venceu competições de futebol na Líbia (18 títulos):

## Títulos

### Pela Premier League Líbia (9)
- Al-Ittihad: 1991, 2002, 2003, 2005, 2006, 2007, 2008, 2009 e 2010

### Pela Copa da Líbia (6)
- Al-Ittihad: 1992, 1999, 2004, 2005, 2007 e 2009

### Pela Supercopa da Líbia (10)
- Al-Ittihad: 1999, 2002, 2003, 2004, 2005, 2006, 2007, 2008, 2009 e 2010
- Samir também fez 2 gols em sua carreira como goleiro:

### Gols de Samir Aboud
- 1°: contra o Al Shat, na Premier League Líbia, em 2005
- 2°: contra o Wydad Casablanca, na Liga dos Campeões das Arábias, também em 2005
- 3: contra o  Attahaddy Benghazi S.C., na Premier League Líbia, em 2009
- 4: contra o Al-Nasr SC (Benghazi), na Premier League Líbia, em 2009

Esses quatro gols do Samir foram feitos de pênaltis.